# RadRails
RadRails est un plugin pour Aptana,  un environnement de développement intégré, spécialement conçu pour créer des applications en Ruby on Rails.

Il permet de rendre le développement sous Ruby et Ruby on Rails plus simple et performant.

## Anecdote
Les développeurs principaux de Ruby on Rails conseillent d'utiliser l'éditeur de texte TextMate pour Mac OS X.

Il conseillent RadRails pour les personnes qui utilisent un autre système.